# Chu Cường
Chu Cường (tiếng Trung: 周强; bính âm: Zhōu Qiáng; sinh tháng 4 năm 1960) là thạc sĩ luật học, chính khách người Trung Quốc. Ông là Ủy viên Ủy ban Trung ương Đảng Cộng sản Trung Quốc khóa XX, khóa XIX, khoá XVIII, khóa XVII, khóa XVI, hiện là Phó Chủ tịch Ủy ban Toàn quốc Hội nghị Hiệp thương Chính trị Nhân dân Trung Quốc. Ông từng là chánh án Toà án nhân dân tối cao; Bí thư Tỉnh ủy Hồ Nam; Phó Bí thư Tỉnh ủy, Tỉnh trưởng Hồ Nam; và Bí thư thứ nhất Ban Bí thư Trung ương Đoàn Thanh niên Cộng sản Trung Quốc.

## Xuất thân và giáo dục
Chu Cường là người Hán sinh ngày 25 tháng 4 năm 1960, người Hoàng Mai, tỉnh Hồ Bắc. Tháng 9 năm 1978 đến tháng 9 năm 1982, Chu Cường theo học khoa pháp luật tại Học viện Chính trị Pháp luật Tây Nam nay thuộc Đại học Chính trị Pháp luật Tây Nam. Tháng 9 năm 1982 đến tháng 8 năm 1985, ông nghiên cứu sinh thạc sĩ chuyên ngành luật dân sự, Viện Nghiên cứu sinh thuộc Học viện Chính trị Pháp luật Tây Nam. Tháng 11 năm 2005 đến tháng 1 năm 2006, ông theo học lớp nghiên cứu chuyên đề cải cách thể chế kinh tế cán bộ cấp tỉnh bộ tại Trường Đảng Trung ương Đảng Cộng sản Trung Quốc.

## Sự nghiệp

### Thời kỳ đầu và công tác thanh niên
Tháng 8 năm 1976, Chu Cường là thanh niên trí thức tham gia đội sản xuất ở nông thôn tại đại đội Chu Biên, công xã Độc Sơn, huyện Hoàng Mai, tỉnh Hồ Bắc. Tháng 9 năm 1978, Chu Cường gia nhập Đảng Cộng sản Trung Quốc. Tháng 8 năm 1985, sau khi tốt nghiệp nghiên cứu sinh, Chu Cường được phân phối về làm cán bộ phòng pháp quy thuộc phòng chính sách, Bộ Tư pháp Trung Quốc. Tháng 12 năm 1989, ông được bổ nhiệm làm Phó phòng Pháp quy pháp luật, Vụ Pháp quy, Bộ Tư pháp. Tháng 7 năm 1991, ông được bổ nhiệm giữ chức Trưởng phòng Pháp quy pháp luật, Vụ Pháp quy, Bộ Tư pháp. Tháng 9 năm 1993, ông được bổ nhiệm làm Phó Chủ nhiệm Văn phòng Bộ Tư pháp kiêm Chủ nhiệm Văn phòng Bộ trưởng Bộ Tư pháp. Tháng 4 năm 1995, ông được luân chuyển làm Vụ trưởng Vụ Pháp chế, Bộ Tư pháp.
Tháng 10 năm 1995, Chu Cường chuyển sang hoạt động trong tổ chức Đoàn Thanh niên Cộng sản và được bầu làm Bí thư Ban Bí thư Trung ương Đoàn Thanh niên Cộng sản Trung Quốc (CYL). Tháng 11 năm 1997, ông được bổ nhiệm làm Bí thư Thường trực Ban Bí thư Trung ương Đoàn Thanh niên Cộng sản Trung Quốc, hàm Thứ trưởng. Tháng 6 năm 1998, Chu Cường được bầu làm Bí thư thứ nhất Ban Bí thư Trung ương Đoàn Thanh niên Cộng sản Trung Quốc, hàm Bộ trưởng, kế nhiệm ông Lý Khắc Cường. Ngày 14 tháng 11 năm 2002, tại phiên bế mạc của Đại hội Đảng Cộng sản Trung Quốc lần thứ 16, ông được bầu làm Ủy viên Ủy ban Trung ương Đảng Cộng sản Trung Quốc khóa XVI. Tháng 7 năm 2003, ông được bầu lại là Bí thư thứ nhất Ban Bí thư Trung ương Đoàn.

### Hồ Nam
Tháng 9 năm 2006, Chu Cường được luân chuyển làm Phó Bí thư Tỉnh ủy Hồ Nam, quyền Tỉnh trưởng Chính phủ nhân dân tỉnh Hồ Nam kiêm Bí thư thứ nhất Ban Bí thư Trung ương Đoàn. Tháng 11 năm 2006, ông thôi giữ chức vụ Bí thư thứ nhất Ban Bí thư Trung ương Đoàn. Ngày 3 tháng 2 năm 2007, tại Hội nghị lần thứ năm của Đại hội đại biểu nhân dân khóa X tỉnh Hồ Nam, ông chính thức được bầu làm Tỉnh trưởng Chính phủ Nhân dân tỉnh Hồ Nam. Ngày 21 tháng 10 năm 2007, tại Đại hội Đảng Cộng sản Trung Quốc lần thứ 17, ông được bầu làm Ủy viên Ủy ban Trung ương Đảng Cộng sản Trung Quốc khóa XVII. Ngày 24 tháng 1 năm 2008, ông được bầu tái đắc cử Tỉnh trưởng Chính phủ Nhân dân tỉnh Hồ Nam. Ngày 25 tháng 4 năm 2010, sau khi Bí thư Tỉnh ủy Hồ Nam Trương Xuân Hiền được bổ nhiệm làm Bí thư Khu ủy Khu tự trị Duy Ngô Nhĩ Tân Cương, Chu Cường được bổ nhiệm giữ chức vụ Bí thư Tỉnh ủy Hồ Nam kế nhiệm. Tháng 9 năm 2010, ông được bầu kiêm nhiệm chức vụ Chủ nhiệm Ủy ban Thường vụ Đại hội đại biểu nhân dân tỉnh Hồ Nam.

### Trung ương
Ngày 14 tháng 11 năm 2012, tại Đại hội Đảng Cộng sản Trung Quốc lần thứ 18, Chu Cường được bầu làm Ủy viên Ủy ban Trung ương Đảng Cộng sản Trung Quốc khóa XVIII. Sáng 15 tháng 3 năm 2013, tại kỳ họp thứ nhất Đại hội đại biểu Nhân dân toàn quốc (Quốc hội Trung Quốc – NPC) khóa XII nhiệm kỳ 2013 đến năm 2018, Chu Cường được bầu làm Chánh án Tòa án Nhân dân Tối cao Trung Quốc. Ngày 24 tháng 10 năm 2017, tại Đại hội Đảng Cộng sản Trung Quốc lần thứ XIX, ông được bầu lại là Ủy viên Ủy ban Trung ương Đảng Cộng sản Trung Quốc khóa XIX. Sáng ngày 18 tháng 3 năm 2018, kỳ họp thứ nhất Đại hội đại biểu Nhân dân toàn quốc Trung Quốc khóa XIII nhiệm kỳ 2018 đến năm 2023 họp phiên toàn thể lần thứ 6 bầu ông làm chánh án Tòa án nhân dân tối cao. Ngày 11 tháng 3 năm 2023, Chu Cường được miễn nhiệm chức vụ chánh án Toà án nhân dân tối cao, kế nhiệm bởi Trương Quân, được bầu làm Phó Chủ tịch Ủy ban Toàn quốc Hội nghị Hiệp thương Chính trị Nhân dân Trung Quốc.